# Société des naturalistes de Moscou
La Société impériale des naturalistes de Moscou (en français dans le texte), après 1917: Société des naturalistes de Moscou (Московское общество испытателей природы; MOIP), est une société savante fondée à Moscou en 1805 auprès de l'université de Moscou. Elle est toujours en activité aujourd'hui. Son président est depuis l'an 2000 Viktor Sadovnitchi, membre de l'académie des sciences de Russie.

## Historique
L'idée de sa fondation revient à deux aristocrates russes, Mikhaïl Mouraviov et le comte Razoumovsky (qui en fut le premier président). Mouraviov invite à Moscou Johann Fischer von Waldheim afin d'attirer des savants à l'université. On compte donc parmi ses cofondateurs, outre ce dernier, d'autres savants, comme Georg Franz Hoffmann, Piotr Droujinine, ou Chariton Tchebotariov. Les membres sont présentés à l'empereur Alexandre, puis la première séance se tient le 18 septembre 1805. Le but de la société est de répandre le goût et les études d'histoire naturelle dans le pays. Elle reçoit l'épithète honorifique d'« impériale » en 1807 (qu'elle perd en 1917). Des filiales ne tardent pas à ouvrir dans les principales villes de l'Empire: d'abord la capitale, Saint-Pétersbourg, et d'autres grandes villes, comme Kiev, Kazan, Odessa, Kharkov, Reval, Tomsk, Riazan, Tver, Ivanovo, Stavropol, etc. La plupart continue de travailler aujourd'hui.
La société, à l'origine avec d'autres de la fondation du parc zoologique de Moscou en 1864, dirige pendant un temps le musée polytechnique de Moscou et gère le musée zoologique de Moscou, jusqu'en 1861.
À partir de 1946, elle décerne des prix annuels pour les concours et travaux les plus distingués parmi ses membres.
À partir de 1829, la société publie en français le Bulletin de la Société impériale des naturalistes de Moscou. C'est aujourd'hui la revue d'histoire naturelle la plus ancienne de Russie. Elle est publiée dès l'origine en français, avec quelques articles en allemand, puis parfois en russe à partir de 1896 et totalement en russe depuis les années 1930. Elle reçoit dans ses rangs en 1931 la Société des amateurs de sciences naturelles, d'anthropologie et d'ethnographie qui avait été fondée en 1863.

## Liste des présidents

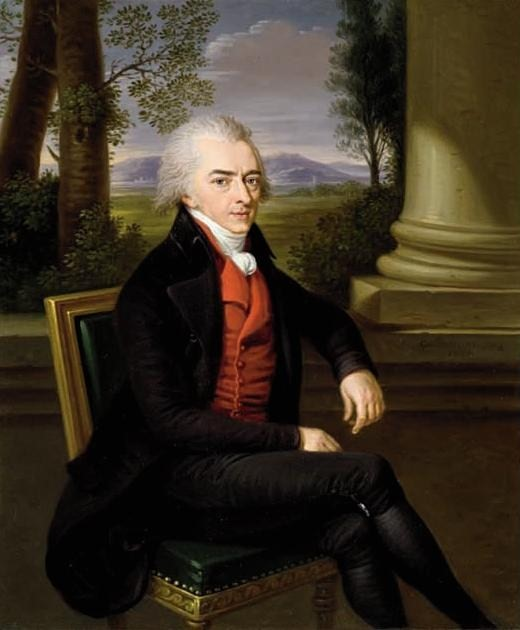
Portrait du comte Razoumovski par Ludwig Guttenbrunn

Les présidents de la Société sont d'abord nommés, puis élus à vie par les membres de la Société à partir de 1872.
- 1805—1817: comte Alexeï Razoumovski
- 1817—1825: prince Andreï Obolensky
- 1825—1830: Alexandre Pissarev
- 1830—1835: Dimitri Galitzine
- 1835—1847: comte Sergueï Stroganov
- 1847—1849: Dmitri Golokhvastov
- 1850—1855: Vladimir Nazimov
- 1856—1859: Eugraphe Kovalevski
- 1859—1863: Nikolaï Issakov
- 1863—1867: Dimitri Levchine
- 1867—1872: prince Alexandre Chirinski-Chikhmatov
- 1872—1884: Alexandre Fischer von Waldheim (fils du cofondateur, zoologue, vice-président de 1853 à 1872)
- 1884—1886: Karl Renard
- 1886—1890: Fiodor Bredikhine
- 1890—1897: Fiodor Sloudski
- 1897—1915: Nikolaï Oumov
- 1915—1935: Mikhaïl Menzbier
- 1935—1953: Nikolaï Zelinski
- 1955—1967: Vladimir Soukatchiov
- 1967—1999: Alexandre Yanchine
- 2000- : Viktor Sadovnitchi

## Source
- (ru) Cet article est partiellement ou en totalité issu de l’article de Wikipédia en russe intitulé « Московское общество испытателей природы » (voir la liste des auteurs).